# Villécloye
 Villécloye  là một xã thuộctỉnh Meuse trong vùng Grand Est đông bắc nước Pháp. Xã này nằm ở khu vực có độ cao trung bình 188 mét trên mực nước biển. Dân số theo điều tra năm 1999 của INSEE là 226 người.
Thị trấn này nằm ở hữu ngạn sông Othain, sông chảy theo hướng tây bắc, sau đó chảy vào sông Chiers, sông tạo thành toàn bộ ranh giới phía bắc thị trấn.